# Acanthochelys
Acanthochelys (лат. , от др.-греч. ἀκανθο- +χέλυς «колючая черепаха») — род черепах семейства змеиношеие черепахи (Chelidae). Ранее включался в род Platemys.
Виды рода распространены в Южной Америке.

## Виды
Род включает 4 вида:
- Acanthochelys macrocephala
- Acanthochelys pallidipectoris — шпоровая плоская черепаха
- Acanthochelys radiolata — лучистая плоская черепаха
- Acanthochelys spixii — колючая плоская черепаха